# Rußhütte (Münchberg)
Rußhütte ist ein Gemeindeteil der Stadt Münchberg im Landkreis Hof (Oberfranken, Bayern). Rußhütte liegt in der Gemarkung Mechlenreuth.

## Geografie
Die Einöde liegt am Westhang des Kapellenbergs (585 m ü. NHN). Eine Gemeindeverbindungsstraße führt nach Mechlenreuth (0,8 km südöstlich) bzw. zu einer anderen Gemeindeverbindungsstraße (0,3 km südlich).

## Geschichte
Rußhütte wurde auf dem Gemeindegebiet von Kleinlosnitz gegründet. 1837 kam es zur Umgemeindung in die neu gebildete Ruralgemeinde Mechlenreuth. Im Zuge der Gebietsreform in Bayern wurde Rußhütte am 1. Mai 1978 nach Münchberg eingemeindet.

### Einwohnerentwicklung
| Jahr      | 1856  | 1861  | 1871  | 1885   | 1900   | 1925   | 1950   | 1961   | 1970   | 1987   |
| Einwohner |       | 9     | 10    | 9      | 9      | 6      | 10     | 8      | 2      | *      |
| Häuser    | 1     |       |       | 1      | 1      | 1      | 1      | 2      |        | *      |
| Quelle    | [ 5 ] | [ 8 ] | [ 9 ] | [ 10 ] | [ 11 ] | [ 12 ] | [ 13 ] | [ 14 ] | [ 15 ] | [ 16 ] |

## Religion
Rußhütte ist bis heute nach St. Peter und Paul (Münchberg) gepfarrt und evangelisch-lutherisch geprägt.